# Fenoughil
Fenoughil là một đô thị thuộc tỉnh Adrar, Algérie. Dân số thời điểm năm 2002 là 9.962 người.